# Schwarzer Emu

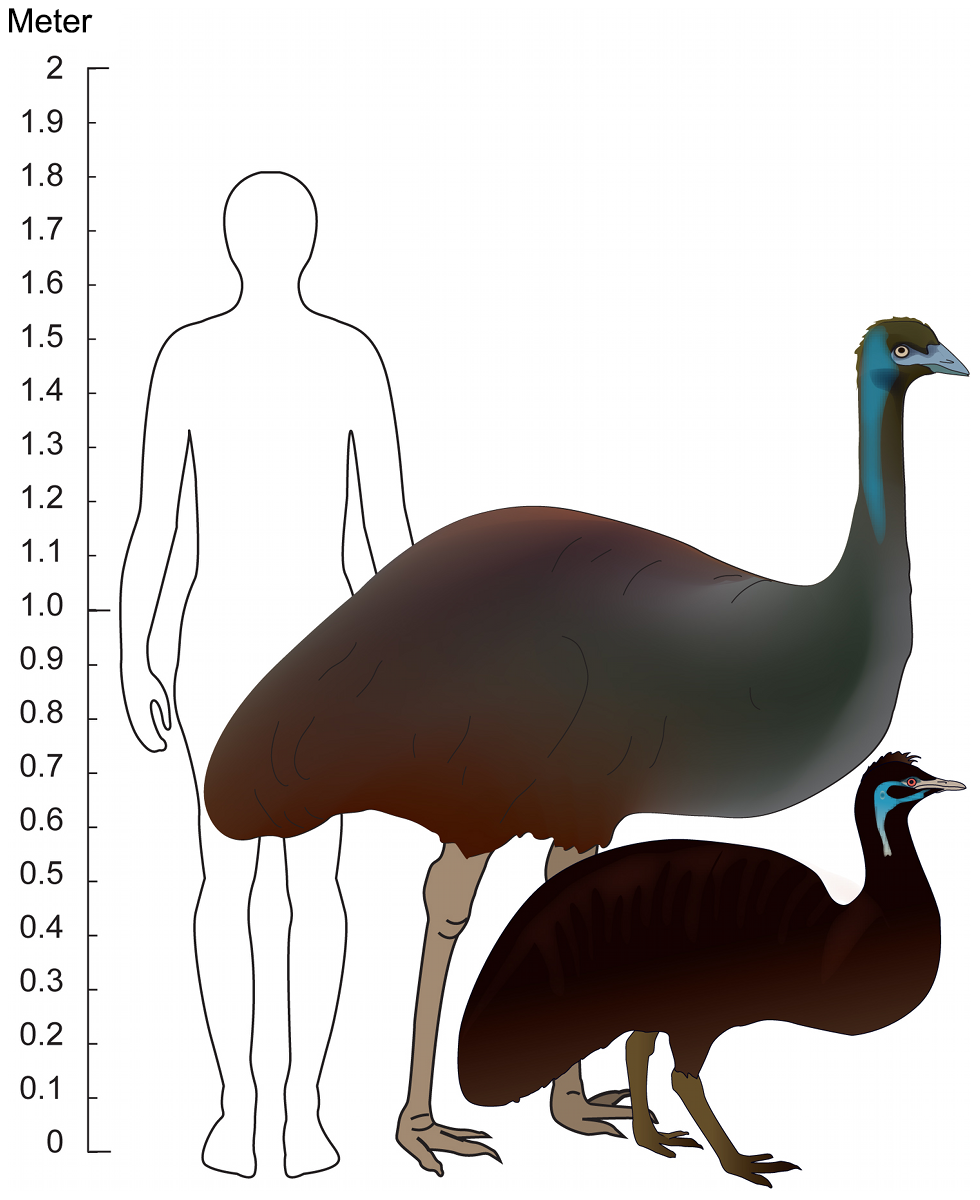
Größenvergleich des Schwarzen Emus mit einem Großen Emu und einem Menschen.

Der Schwarze Emu (Dromaius novaehollandiae minor, Syn.: D. n. ater, Dromaius minor) ist eine ausgestorbene Unterart des Großen Emus, die bis ins 19. Jahrhundert auf King Island vor Australien verbreitet war. 

## Merkmale
Der Schwarze Emu erreichte eine Körperhöhe von etwa 1,4 Meter. Er wog durchschnittlich etwa 23 Kilogramm. Es gibt Indizien dafür, dass die Weibchen tendenziell größer waren als die Männchen. Es gibt allerdings nur wenige genaue Beschreibungen dieser Unterart und nur einen Balg, der sich im Muséum national d’histoire naturelle in Paris befindet.
Beobachtet wurden Schwarze Emus sowohl in der Nähe von Buchten und als auch entlang der Küstenlinie. Die Vögel hielten sich mehr im Schatten als im Freien auf. Sie fraßen Beeren, Gras und vermutlich auch angespülte Algen. Auf Nahrungssuche begaben sich Schwarze Emus bevorzugt in der Morgen- und der Abenddämmerung. Sie lebten überwiegend einzelgängerisch und nur während der Fortpflanzungszeit waren Paare zu beobachten. Die Nester wurden unter Büschen in der Nähe von Lagunen angelegt. Ein gefundenes Nest hatte sieben Eier. Bruten mit je acht und neun Jungvögeln wurden gleichfalls beobachtet. Die Brutzeit betrug fünf bis sechs Wochen.

## Aussterben
Die Gründe für das Aussterben des Schwarzen Emus sind nicht genau bekannt. Europäer besiedelten diese Insel und Robbenjäger jagten diese Art bereits, bevor während der Baudin-Expedition dieser Vogel als neue Art identifiziert wurde. Der Schwarze Emu starb kurz danach aus. 
1804 gelangten zwar zwei Exemplare in den Zoo von Paris, doch das letzte dieser Zootiere verstarb als letztes seiner Art bereits 1822. Auf der Insel waren die Tiere bereits kurz nach ihrer Entdeckung durch Jagd ausgerottet worden.